# Mariusz Tierling
Mariusz Tierling (ur. 13 kwietnia 1975) – polski piłkarz występujący na pozycji napastnika, doradca finansowy, przestępca.

## Życiorys
Wychowanek Warty Poznań. W 1992 roku został wcielony do pierwszej drużyny. W sezonie 1992/1993 wraz z Wartą awansował do I ligi. Na najwyższym szczeblu rozgrywek rozegrał 19 spotkań. W 1995 roku jego klub spadł z I ligi, a rok później – z II. W 1998 roku Tierling występował w Patrii Buk, następnie wrócił do Warty Poznań. Piłkarską karierę kończył w Patrii Buk w 2001 roku.
Po zakończeniu kariery zawodniczej został doradcą finansowym, udzielając pod zastaw nieruchomości pożyczek dla osób nieposiadających zdolności kredytowej. Był jednym z głównych oskarżonych w sprawie tzw. afery mieszkaniowej w Poznaniu. Według prokuratury Tierling miał podstępem przejmować lokale klientów. W październiku 2021 roku sąd prawomocnym wyrokiem uznał go winnym stawianych zarzutów i skazał na karę 10 lat i 6 miesięcy pozbawienia wolności.

## Statystyki ligowe
| Sezon         | Klub         | Liga     | Mecze | Gole |
| ------------- | ------------ | -------- | ----- | ---- |
| 1992/1993     | Warta Poznań | II liga  | 3     | 1    |
| 1993/1994     | Warta Poznań | I liga   | 3     | 0    |
| 1994/1995     | Warta Poznań | I liga   | 16    | 0    |
| 1995/1996     | Warta Poznań | II liga  | 16    | 1    |
| 1996/1997     | Warta Poznań | III liga | ?     | ?    |
| 1997/1998 (j) | Warta Poznań | II liga  | 13    | 4    |